# Arquidiocese de Matera-Irsina
A Arquidiocese de Matera-Irsina (Archidiœcesis Materanensis-Montis Pelusii) é uma circunscrição eclesiástica da Igreja Católica situada em Matera, Itália. Seu atual arcebispo é Benoni Ambăruș. Sua Sé é a Catedral de Nossa Senhora da Bruna de Matera e sua Co-catedral é Nossa Senhora da Assunção de Irsina.
Possui 55 paróquias servidas por 91 padres, abrangendo uma população de 146 000 habitantes, com 86,3% da dessa população jurisdicionada batizada (126 000 católicos).

## História

### Diocese de Irsina

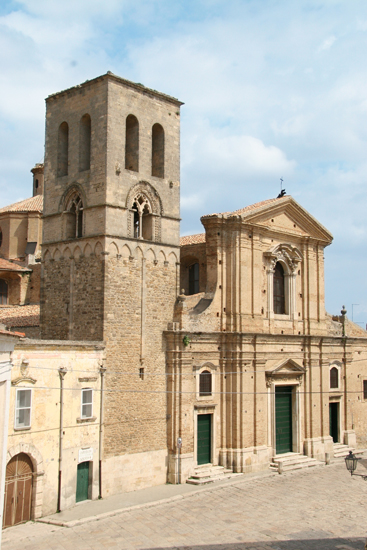
A co-catedral de Nossa Senhora da Assunção de Irsina.

A diocese de Montepeloso foi erigida pelos bizantinos entre o final do século X e o início do século XI; não se conhece nenhum bispo desse período. Tendo desaparecido com a conquista normanda da cidade em 1042, a sede, "anteriormente adornada com dignidade episcopal", foi restabelecida pelo Papa Calisto III, como se pode constatar em sua bula de 1123 ao Bispo Leão. Na mesma bula, o papa anulou a união de Montepeloso com Tricarico, estabelecida pelo arcebispo de Acerenza. Ao abade do mosteiro de Santa Maria, Calisto III concedeu o duplo título de abade-bispo. No entanto, a diocese desapareceu novamente cerca de dez anos depois, quando em 1133 a cidade foi novamente destruída pelos normandos.
No século seguinte, os habitantes solicitaram repetidamente aos papas a reconstituição da antiga sé, mas primeiro Celestino III, depois Inocêncio III e, finalmente, Gregório IX rejeitaram seus pedidos; Inocêncio III chegou a anular a eleição de um bispo (1240).
A diocese foi finalmente restabelecida em 1460, tomando seu território da diocese de Andria. Os três primeiros bispos, no entanto, parecem ter sido bispos de Andria ao mesmo tempo; talvez até 1479 as duas sedes estivessem unidas. Martino Sotomayor, falecido em 1477, foi sepultado na catedral de Andria, como lembra o epitáfio a ele dedicado na catedral. A diocese foi imediatamente submetida à Santa Sé.
Em 27 de junho de 1818, com a bula De utiliori do Papa Pio VII, que se seguiu à concordata entre a Santa Sé e o Reino das Duas Sicílias, a diocese foi unida aeque principaliter à diocese de Gravina.
Em 11 de outubro de 1976, seguindo a bula Apostolicis Litteris do Papa Paulo VI, as duas sés foram separadas, e a diocese de Montepeloso (chamada Irsina a partir de 1898, depois que a cidade mudou seu nome em 1895) foi unida aeque principaliter à diocese de Matera.

### Arquidiocese de Matera
Segundo o cronista Lupo Protoespatário e alguns escritores dos Concílios, haveria a presença de um bispo de Matera no Sínodo Romano de 482 e no Concílio de Cartago de 484, mas essa hipótese não é considerada muito confiável. O historiador Giuseppe Gattini, aliás, relata uma lista de 38 bispos de Matera, entre 600 e 1200.
No entanto, o primeiro documento oficial que atesta a existência da sede episcopal em Matera data de 968, quando o patriarca de Constantinopla deu a ordem de submeter as sés episcopais de Acerenza, Matera, Gravina, Tursi e Tricarico ao arcebispo greco-bizantino de Otranto.
Outro documento que evidencia a existência de uma sede episcopal em Matera é um pergaminho datado de 16 de maio de 1082, no qual o arcebispo de Acerenza, Arnaldo, concedeu "ao amado filho em Cristo Dom Stefano, venerável abade, a consagração do novo templo, reconstruído e ampliado, em honra do santo mártir de Cristo Eustácio, com o consentimento e a vontade expressa do amado irmão em Cristo, Bispo Benedetto, pastor da Igreja de Matera e de seu clero". Naquele mesmo ano, após a morte do bispo de Matera, Benedetto, a Diocese de Matera foi anexada ad tempus à de Acheruntina, e Arnaldo tornou-se bispo de Acerenza e Matera.
De acordo com algumas hipóteses, Matera foi elevada à categoria de arquidiocese naquela ocasião; na realidade, o documento oficial que garante a promoção à arquidiocese é a bula papal de Inocêncio III, de 7 de maio de 1203, que estabelece a união aeque principaliter da Igreja de Matera com a arquidiocese de Acerenza.
Essa união durou mais de sete séculos e não foi isenta de conflitos; de fato, em 1440, o Papa Eugênio IV separou as duas dioceses, tendo Matera administrada primeiro pelo bispo de Mottola e depois por um frade franciscano, Maio (ou Márcio) de Otranto. Em 1444, no entanto, a união foi restaurada e, em 1471, o Papa Sisto IV decretou que o arcebispo deveria assumir o título de Acerenza e Matera quando vivesse em Acerenza, e vice-versa, o título de Matera e Acerenza quando vivesse em Matera. As disputas continuaram tanto que o Papa Clemente VIII estabeleceu que a precedência do título pertencia a Acerenza, a diocese mais antiga, e que a residência do arcebispo deveria ser em Matera, por sua maior conveniência.
Em 1818, com a bula De utiliori, a sede de Matera foi suprimida e seu território unido ao de Acerenza; o erro foi corrigido com duas bulas papais de 18 de março de 1819 e 9 de novembro de 1822.
Em 5 de agosto de 1910, os arcebispos de Acerenza e Matera foram autorizados a acrescentar o título de abades de Sant'Angelo di Montescaglioso. A partir de 1954, este título será prerrogativa exclusiva dos arcebispos de Matera.
Em 11 de agosto de 1945, as paróquias dos municípios de Bernalda, Ferrandina, Ginosa, Grottole, Laterza, Metaponto, Miglionico, Montescaglioso, Pisticci e Pomarico foram separadas da Arquidiocese de Acerenza e unidas à Arquidiocese de Matera em virtude do decreto Excellentissus da Congregação Consistorial.
Em 2 de julho de 1954, as igrejas de Matera e Acerenza foram definitivamente separadas com a bula Acherontia do Papa Pio XII, e duas províncias eclesiásticas foram estabelecidas: a igreja metropolitana de Matera e a igreja metropolitana de Acerenza. As dioceses sufragâneas de Anglona-Tursi e Tricarico foram atribuídas a Matera.
Em 21 de agosto de 1976, com a bula Quo aptius do Papa Paulo VI, as duas províncias eclesiásticas foram suprimidas, e Matera, juntamente com Acerenza, tornou-se diocese sufragânea da Arquidiocese de Potenza, sendo simultaneamente elevada à categoria de sede metropolitana.
Em 11 de outubro de 1976, a diocese de Matera foi unida aeque principaliter à diocese de Montepeloso (Irsina).
Em 28 de novembro de 1977, o título de arquidiocese foi devolvido à diocese de Matera. Os territórios de Ginosa e Laterza passaram da Arquidiocese de Matera para a Diocese de Castellaneta.
Em 30 de setembro de 1986, com o decreto Instantibus votis da Congregação para os Bispos, a união entre Matera e Montepeloso tornou-se plena e a diocese resultante assumiu o seu nome atual.
Desde 4 de março de 2023, está unido in persona episcopi à diocese de Tricarico.

## Prelados

### Bispos de Montepeloso
- Leão † (1123 - ?)
  - sé suprimida (1133-1460)
- Antonello, O.F.M. † (1460 - ?)
- Rogerio di Atella, O.F.M. † (1463 - ?)
- Martino Sotomayor, O.Carm. † (1471 - 1477)
  - Donato † (1479 - ?) (bispo eleito)
- Antonio de Maffeis † (1479 - 1482)
- Giulio Cesare Cantelmi † (1482 - 1491)
- Leonardo Carmini † (1491 - 1498)
- Marco Coppola, O.S.B. † (1498 - 1527)
- Agostino Landolfi, O.S.A. † (1528 - 1532)
  - Giovanni Domenico de Cupis † (1532 - 11537) (administrador apostólico)
- Bernardino Tempestini † (1537 - 1540)
- Martino Croce † (1540 - 1546)
- Paolo de Cupis † (1546 - 1548)
- Ascanio Ferrari † (1548 - 1550)
- Vincenzo Ferreri † (1550 - 1561)
- Luigi di Campania † (1561 - 1566)
- Vincenzo Ferreri † (1564 - 1578) (pela segunda vez)
- Lucio Maranta † (1578 - 1592)
- Gioia Dragomani † (1592 - 1596)
- Camillo de Scribani † (1596 - 1600)
- Ippolito Manari, O.S.M. † (1600 - 1604)
- Franciscus Persico † (1605 - 1615)
- Tommaso Sanfelice, C.R. † (1615 - 1620)
- Onorio Griffagni, O.S.B. † (1621 - 1623)
- Diego Merino, O.Carm. † (1623 - 1626)
- Teodoro Pelleoni, O.F.M.Conv. † (1627 - 1636)
- Gaudio Castelli † (1637)
- Attilio Orsini † (1638 - 1654)
- Filippo Cesarini † (1655 - 1674)
- Raffaele Riario Di Saono, O.S.B. † (1674 - 1683)
- Fabrizio Susanna † (1684 - 1705)
- Antonio Aiello † (1706 - 1714)
- Domenico Potenza † (1718 - 1739)
- Cesare Rossi † (1739 - 1750)
- Bartolomeo Coccoli † (1750 - 1761)
- Francesco Paolo Carelli † (1761 - 1763)
- Tommaso Agostino de Simone † (1763 - 1781)
  - Sede vacante (1781-1792)
- Francesco Saverio Saggese † (1792 - 1794)
- Michele Arcangelo Lupoli † (1797 - 1818)
  - Unida aeque principaliter com Gravina (1818-1976)

### Bispos de Matera
- Anonimo † (mencionado em 968)
- Benedetto † (? - 1082)

### Arcebispos de Acerenza e Matera
- Andrea † (1203 - 1231)
- Andrea † (1236 - circa 1246) (pela segunda vez)[13]
- Anselmo † (1253 - circa 1255)
- Lorenzo, O.P. † (1267 - 1276)
- Pietro d'Archia † (1279 - circa 1300)
  - Gentile Stefaneschi Orsini, O.P. † (1300 - 1303) (administrador apostólico)
  - Guy de Pernes, O.S.B.Clun. † (1303 - 1306) (administrador apostólico)
- Landolfo (ou Rodolfo), O.P. † (1307)
- Roberto II, O.P. † (1308 - 1334)
- Pietro VII † (1334 - 1342 ou 1343)
- Giovanni Corcello † (1343 - circa 1363)
- Bartolomeo Prignano † (1363 - 1377)
- Niccolò Acconciamuro † (1377 - 1378)
- Obediência avinhonesa:
  - Giacomo di Silvestro † (1379 - ?)
  - Bisanzio Morelli † (1384 - ?)
  - Tommaso di Bitonto † (1393 - ?)
- Obediência romana e pisana:
  - Giacomo † (mencionado em 1381)
  - Nicola †
  - Pietro Giovanni de Baraballis, O.F.M. † (1392 - 1395)
  - Stefano Goberio, O.F.M. † (1395 - 1403)
  - Riccardo de Olibano † (6 novembre 1402 - 1407)
  - Niccolò Piscicelli, O.Cist. † (1407 - 1415)
- Manfredi Aversano † (1415 - 1444)
  - Maio d'Otranto, O.F.M. † (1440 - 1444) (administrador apostólico de Matera)
- Marino De Paulis † (1444 - 1470)
- Francesco Enrico Lunguardo, O.P. † (1470 - 1482)
- Vincenzo Palmieri † (1483 - 1518)
- Andrea Matteo Palmieri † (1518 - 1528)
- Francesco Palmieri, O.F.M. † (1528 - 1530)
  - Andrea Matteo Palmieri † (1530 - 1531) (administrador apostólico)
- Giovanni Michele Saraceni † (1531 - 1556)
- Sigismondo Saraceno † (1556 - 1585)
- Francesco Antonio Santorio † (1586 - 1589)
- Francisco Avellaneda † (1591)
- Scipione di Tolfa † (1593 - 1595)
- Giovanni Trulles de Myra † (1596 - 1600)
  - Sede vacante (1600-1605)
- Giuseppe de Rubeis † (1605 - 1610)
- Giovanni Spilla, O.P. † (1611 - 1619)
- Fabrizio Antinoro † (1622 - 1630)
- Giovanni Domenico Spinola † (1630 - 1632)
- Simone Carafa Roccella, C.R. † (1638 - 1647)
- Giambattista Spinola † (1648 - 1664)
- Vincenzo Lanfranchi, C.R. † (1665 - 1676)
- Antonio del Río Colmenares † (1678 - 1702)
- Antonio Maria Brancaccio, C.R. † (1703 - 1722)
- Giuseppe Maria Positano, O.P. † (1723 - 1730)
- Alfonso Mariconda, O.S.B. † (1730 - 1737)
- Giovanni Rosso, C.R. † (1737 - 1738)
- Francesco Lanfreschi † (1738 - 1754)
- Anton Ludovico Antinori, C.O. † (1754 - 1758)
- Serafino Filangieri, O.S.B. † (1758 - 1762)
- Nicola Filomarini, O.S.B.Coel. † (1763 - 1767)
- Carlo Parlati, P.O. † (1767 - 1774)
- Giuseppe Sparano † (1775 - 1776)
- Francesco Zunica † (1776 - 1796)
- Camillo Cattaneo della Volta † (1797 - 1834)
- Antonio Di Macco † (1835 - 1854)
- Gaetano Rossini † (1855 - 1867)
- Pietro Giovine † (1871 - 1879)
- Gesualdo Nicola Loschirico, O.F.M.Cap. † (1880 - 1890)
- Francesco Maria Imparati, O.F.M.Obs. † (1890 - 1892)
- Raffaele di Nonno, C.SS.R. † (1893 - 1895)
- Diomede Angelo Raffaele Gennaro Falconio, O.F.M.Ref. † (1895 - 1899)
- Raffaele Rossi † (1899 - 1906)
- Anselmo Filippo Pecci, O.S.B. † (1907 - 1945)
- Vincenzo Cavalla † (1946 - 1954)

### Arcebispos de Matera
- Giacomo Palombella † (1954 - 1974)
- Michele Giordano † (1974 - 1976)

### Arcebispos de Matera e Irsina, depois Matera-Irsina
- Michele Giordano † (1976 - 1987)[14]
- Ennio Appignanesi † (1988 - 1993)
- Antonio Ciliberti † (1993 - 2003)
- Salvatore Ligorio (2004 - 2015)
- Antonio Giuseppe Caiazzo (2016 - 2025)
- Benoni Ambăruș (desde 2025)

### Diocese de Montepeloso
- Giuseppe Cappelletti, Le Chiese d'Italia della loro origine sino ai nostri giorni (em italiano), vol. XXI, Venezia, 1870, pp. 371–375
- Louis Duchesne, L'évêché de Montepeloso (em francês), in Scripta Minora. Études de topographie romaine et de géographie ecclésiastique, Rome, 1973, pp. 455–465
- Vincenzo D'Avino, Cenni storici sulle chiese arcivescovili, vescovili, e prelatizie (nullius) del regno delle Due Sicilie (em italiano), Napoli, 1848, pp. 408–411
- Pius Bonifacius Gams, Series episcoporum Ecclesiae Catholicae (em latim), Leipzig, 1931, pp. 900–901
- Konrad Eubel, Hierarchia Catholica Medii Aevi (em latim), vol. 2, pp. 195–196; vol. 3, p. 249; vol. 4, pp. 247–248; vol. 5, pp. 274–275; vol. 6, pp. 295–296